# Mi a f... van
A Mi a f... van (Újraszinkronizálás után Mi a franc van? címen jelent meg, eredeti cím: S.F.W. vagy So Fucking What) 1994-ben bemutatott amerikai sötét humorú filmvígjáték, amelyet Jefery Levy rendezett. A forgatókönyvet Levy és Danny Rubin írta, Andrew Wellman S.F.W. című regénye alapján. A főbb szerepekben Stephen Dorff és Reese Witherspoon látható.

## Szereposztás
| Színész                | Szerep                                                        | Magyar hang                   | Magyar hang                           |
| Színész                | Szerep                                                        | - 1. magyar változat - (1995) | - 2. magyar változat - (2000-es évek) |
| ---------------------- | ------------------------------------------------------------- | ----------------------------- | ------------------------------------- |
| Stephen Dorff          | Cliff Spab; fiatal túsz                                       | Széles László                 | Zámbori Soma                          |
| Reese Witherspoon      | Wendy Pfister; fiatal túsz                                    | Hámori Eszter                 | Bogdányi Titanilla                    |
| Jake Busey             | Morrow Streeter; Spab barátja                                 | Bor Zoltán                    |                                       |
| Joey Lauren Adams      | Monica Dice; Joe testvére, Spab szeretője                     | Kisfalvi Krisztina            |                                       |
| Pamela Gidley          | Janet Streeter; ügyvéd, Morrow nővére                         | Für Anikó                     | Zakariás Éva                          |
| David Barry Gary       | Scott Spab; Cliff testvére                                    | Stohl András                  | Magyar Bálint                         |
| Jack Noseworthy        | Joe Dice; a túszejtés áldozata, Spab barátja, Monica testvére | Lippai László                 | Markovics Tamás                       |
| Richard Portnow        | Gerald Parsley                                                | Beratin Gábor                 | Bolla Róbert                          |
| Tobey Maguire          | Al                                                            | Simonyi Balázs                |                                       |
| Natasha Gregson Wagner | Kristen                                                       | Tóth Auguszta                 |                                       |

## Kritikai visszhang
A kritikusok többnyire negatívan értékelték a filmet: a Rotten Tomatoes weboldalon tizenhét kritikusból tizenöt negatívan értékelte és mindössze ketten dicsérték, ezzel 12%-os a kritikai átlaga.

## Filmzene
A film zenéje az Egyesült Államokban az A&M kiadásában jelent meg 1994. szeptember 27-én, CD-n és magnókazettán. A filmzene többnyire különböző előadóktól zeneszámok, de a "S.F.W." és "Spab 'N' Janet Evening/The Green Room" című szerzeményeket a filmhez írták.
| Számlista | Számlista                             | Számlista | Számlista            | Számlista | Számlista | Számlista | Számlista | Számlista | Számlista |
|           | Cím                                   | Dalszöveg | Zene                 | Hossz     |           |           |           |           |           |
| --------- | ------------------------------------- | --------- | -------------------- | --------- | --------- | --------- | --------- | --------- | --------- |
| 1.        | Jesus Christ Pose                     |           | Soundgarden          | 5:51      |           |           |           |           |           |
| 2.        | Get Your Gunn                         |           | Marilyn Manson       | 3:19      |           |           |           |           |           |
| 3.        | Can I Stay?                           |           | Pretty Mary Sunshine | 3:04      |           |           |           |           |           |
| 4.        | Teenage Whore                         |           | Hole                 | 2:58      |           |           |           |           |           |
| 5.        | Negasonic Teenage Warhead             |           | Monster Magnet       | 5:00      |           |           |           |           |           |
| 6.        | Like Suicide (Acoustic Version)       |           | Chris Cornell        | 6:11      |           |           |           |           |           |
| 7.        | No Fuck'n Problem                     |           | Suicidal Tendencies  | 3:31      |           |           |           |           |           |
| 8.        | Surrender                             |           | Paw                  | 3:56      |           |           |           |           |           |
| 9.        | Creep                                 |           | Radiohead            | 3:57      |           |           |           |           |           |
| 10.       | Two at a Time                         |           | Cop Shoot Cop        | 4:01      |           |           |           |           |           |
| 11.       | Say What You Want                     |           | Babes in Toyland     | 3:57      |           |           |           |           |           |
| 12.       | S.F.W.                                |           | GWAR                 | 2:18      |           |           |           |           |           |
| 13.       | Spab 'N' Janet Evening/The Green Room |           | Graeme Revell        | 2:56      |           |           |           |           |           |
| 50:37     |                                       |           |                      |           |           |           |           |           |           |

Zenék/számok amik a filmben hallhatóak, de amiket a filmzene albumra nem tettek rá:
- Stephen Dorff – "Spabs Theme"
- Rainbow – "A Light In The Black"
- Mantissa – "Mary Mary"
- Therapy? – "Speedball"
- Szinte az összes zene amit Graeme Revell szerzett a filmhez

## Fordítás
- Ez a szócikk részben vagy egészben  a   S.F.W. című angol Wikipédia-szócikk fordításán alapul.  Az eredeti cikk szerkesztőit annak laptörténete sorolja fel. Ez a jelzés csupán a megfogalmazás eredetét és a szerzői jogokat jelzi, nem szolgál a cikkben szereplő információk forrásmegjelöléseként.